# تشارلي بيلانجر
تشارلي بيلانجر (بالإنجليزية: Charley Belanger)‏ مواليد 01 يناير 1902 - الوفاة 20 يناير 1970، كان ملاكم محترف كندي صنّف ضمن فئة الوزن الثقيل. سبق أن شارك في دورة الألعاب الأولمبية الصيفية سنة 1924.

## إحصائيات
خاض خلال مسيرته 164 نزالا، فاز في 109 وتعادل في 5 وخسر في 22. فاز بالضربة القاضية في 58 نزالا.

## روابط خارجية
- تشارلي بيلانجر على موقع بوكس ريك (الإنجليزية) (registration required)
- تشارلي بيلانجر على موقع أوليمبيديا (الإنجليزية)
- تشارلي بيلانجر على موقع قاعة مانيتوبا للمشاهير الرياضية (الإنجليزية)